# 우마지루시

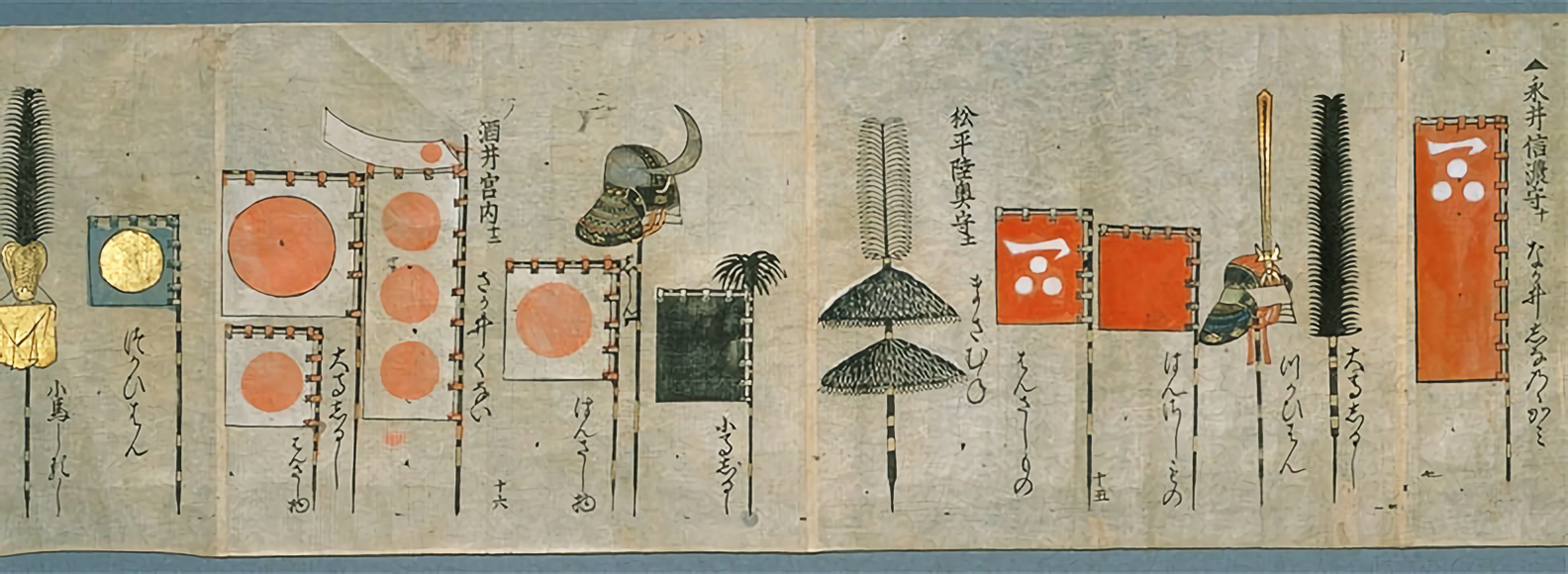
우마지루시의 다양한 모양을 보여주는 15세기 서적 《오우마지루시》이 책의 다른 내용은 위키백과 공용의 Wikipedia Commons의 collection of Japanese heraldry images에서 확인할 수 있다

우마지루시(일본어: 馬印)란 일본의 전국 시대에서 에도 시대에 걸쳐 전국무장(지방영주)들이 스스로의 신분 및 무위를 과시하기 위한 목적으로 사용한 깃발의 일종이다. 가장 대표적인 형태는 세로로 길고 가로로 좁은
모양이지만, 정사각형 모양의 기도 있었다. 한자로는 馬印、馬標、馬験등으로 쓴다. 우마지루시는 기의 상반부를 깃대로 고정시켜 놓았기 때문에 바람의 유무에 관계없이 항상 전면을 볼 수 있다. 세분화하여 일반 기와 모양이 비슷한 것은 하타지루시(旗印) 일반기의 형태가 아닌 것은 우마지루시로 부르고 후대에는 다시 크기에 따라 대 우마지루시와 소 우마지루시로 구분하였다. 이와 비슷한 것으로 등에 꼿는 소속식별의 기는 사시모노(指物)라 하는데 무사개인이 자신의 공명(功名)을 과시하기 위한 목적으로 독자적인 표지를 달기도 했다. 그 무사가 출세하여 상급의 무장이 되면 사시모노를 그대로 우마지루시로 사용하는 경우도 많았다. 우마지루시나 사시모노는 전국 시대를 다룬 영화나 임진왜란을 다룬 드라마,영화등의 일본군 복장에서 흔히 확인할 수 있다.

## 같이 보기
- 군기
- 전쟁기